# 中華人民共和国労働社会保障部
中華人民共和国労働社会保障部（ちゅうかじんみんきょうわこくろうどうしゃかいほしょうぶ、中华人民共和国劳动和社会保障部）は、中華人民共和国国務院に属する行政部門。1998年元中華人民共和国労働部から設置された。日本の旧労働省（現：厚生労働省）に相当する。2008年に中華人民共和国人事部と併合され、中華人民共和国人力資源社会保障部が設置された。

## 歴任部長
- 張左己
- 鄭斯林
- 田成平

## 下位機構
12の職能司（日本の庁にあたる）が置かれている。
1. 弁公庁
2. 法制司
3. 企画財務司
4. 育成・訓練・就業司
5. 労働給料司
6. 養老保険司
7. 失業保険司
8. 医療保険司
9. 農村社会保険司
10. 社会保険基金監督司
11. 国際合作司
12. 人事教育司